# Ganglion cervical
Cet article concerne les humains. Pour les insectes, voir Système nerveux de l'insecte.
Les ganglions cervicaux sont des ganglions sympathiques. Les nerfs préganglionnaires  de la moelle épinière thoracique pénètrent dans les ganglions cervicaux et font synapse avec les nerfs postganglionnaires. Il y a trois ganglions cervicaux :
- le ganglion cervical supérieur adjacent à C2 et C3 ciblant le cœur, la tête et le cou,
- le ganglion cervical moyen  adjacent à C6 ciblant le cœur et le cou,
- le ganglion cervical inférieur adjacent à C7 ciblant le cœur, le bas du cou, le bras et les artères crâniennes postérieures. Il peut être fusionné avec le premier ganglion thoracique pour former une structure unique, le ganglion stellaire ou ganglion cervico-thoracique.

Les nerfs émergeant des ganglions sympathiques cervicaux contribuent, entre autres, au plexus cardiaque.